# トーチソング・トリロジー
『トーチソング・トリロジー』（Torch Song Trilogy）は、ハーヴェイ・ファイアスタイン原作・主演による舞台劇。1988年に映画化された。
ファイアスタイン自身の人生をもとに、愛する者との別れや葛藤の中で傷つきながらも誇り高く生きようとするゲイの男性を描く。

## ストーリー
ニューヨークのゲイバーで働く女装芸人のアーノルド。恋人のエドを愛していたが、バイセクシュアルの彼は女性と結婚しアーノルドのもとを去っていった。
その後アーノルドは純朴な青年アランと出会い、一緒に暮らし始める。2人は里親として孤児を育てる計画も立てるが、アランはゲイを憎むホモフォビアの男によって殺されてしまう。
アラン亡き後、養子となったデイヴィッドと暮らすアーノルドのもとに、妻と離婚したエドがやって来る。再び友情で結ばれた2人は、アーノルドを異常だと考える母親との対立をこえ、尊厳と誇りを持って生きていく決意をするのだった。

## 舞台
オフ・ブロードウェイを経て、1981年にブロードウェイ上演。 トニー賞にて戯曲賞、男優賞を受賞。

### ブロードウェイ
- 初演：1981年10月
- 出演：ハーヴェイ・ファイアスタイン、マシュー・ブロデリック、フィッシャー・スティーヴンス 他

### ウエストエンド
- 初演：1985年10月1日
- 出演：アントニー・シャー、ルパート・グレイヴス 他

## 映画

### キャスト
- ハーヴェイ・ファイアスタイン：アーノルド
- マシュー・ブロデリック：アラン
- アン・バンクロフト：アーノルドの母
- ブライアン・カーウィン：エド
- カレン・ヤング：ローレル
- エディ・キャストロダッド：デイヴィッド
- ケン・ペイジ：マーレイ
- チャールズ・ピアース

### 備考
- 日本語字幕：戸田奈津子
- ドーヴィル映画祭 観客賞受賞

### インスパイアされた音楽作品
- THE BLUE HEARTS「トーチソング」アルバム:DUG OUT